# Semur-en-Auxois
Semur-en-Auxois település Franciaországban, Côte-d’Or megyében. Lakosainak száma 4027 fő (2022. január 1.). Semur-en-Auxois Lantilly, Courcelles-lès-Semur, Millery, Pont-et-Massène, Vic-de-Chassenay, Villars-et-Villenotte és Le Val-Larrey községekkel határos.

## Népesség
A település népessége az elmúlt években az alábbi módon változott:
| Lakosok száma | 3812 | 4619 | 4545 | 4107 | 4166 | 4124 | 4139 | 4120 | 4114 | 4027 |
|               | 1968 | 1982 | 1990 | 2003 | 2011 | 2015 | 2017 | 2019 | 2020 | 2022 |

## Híres emberek
- Itt született Augustin Mouchot 19. századi francia feltaláló, az első ismert, napenergiával működő gőzgép megalkotója (1825–1912)